# Jesper Tjäder
Jesper Tjäder (ur. 22 maja 1994 w Östersund) – szwedzki narciarz dowolny, specjalizujący się w slopestyle'u. W 2014 roku wystartował na igrzyskach olimpijskich w Soczi, gdzie zajął 24. miejsce w debiutującym slopestyle'u. Rok wcześniej wystąpił na mistrzostwach świata w Voss, zajmując 54. miejsce w swej koronnej konkurencji. Najlepsze wyniki w Pucharze Świata osiągnął w sezonie 2013/2014, kiedy to zajął 3. miejsce w klasyfikacji generalnej, a w klasyfikacji slopestyle'u wywalczył Małą Kryształową Kulę.

## Osiągnięcia

### Igrzyska olimpijskie
| Miejsce | Dzień     | Rok  | Miejscowość | Konkurencja | Zwycięzca        |
| ------- | --------- | ---- | ----------- | ----------- | ---------------- |
| 24.     | 13 lutego | 2014 | Soczi       | Slopestyle  | Joss Christensen |
| 23.     | 18 lutego | 2018 | Pjongczang  | Slopestyle  | Øystein Bråten   |
| 7.      | 9 lutego  | 2022 | Pekin       | Big air     | Birk Ruud        |
| 3.      | 16 lutego | 2022 | Pekin       | Slopestyle  | Alexander Hall   |

### Mistrzostwa świata
| Miejsce | Dzień    | Rok  | Miejscowość   | Konkurencja | Zwycięzca        |
| ------- | -------- | ---- | ------------- | ----------- | ---------------- |
| 54.     | 9 marca  | 2013 | Voss          | Slopestyle  | Thomas Wallisch  |
| 12.     | 19 marca | 2017 | Sierra Nevada | Slopestyle  | McRae Williams   |
| 7.      | 2 lutego | 2019 | Park City     | Big Air     | Fabian Bösch     |
| 31.     | 6 lutego | 2019 | Park City     | Slopestyle  | James Woods      |
| 10.     | 13 marca | 2021 | Aspen         | Slopestyle  | Andri Ragettli   |
| 10.     | 16 marca | 2021 | Aspen         | Bir Air     | Oliwer Magnusson |

### Puchar Świata

#### Miejsca w klasyfikacji generalnej
- sezon 2011/2012: 113.
- sezon 2012/2013: 227.
- sezon 2013/2014: 3.
- sezon 2014/2015: 79.
- sezon 2015/2016: 50.
- sezon 2016/2017: 39.
- sezon 2017/2018: 44.
- sezon 2018/2019: 109.
- sezon 2019/2020: 47.

Od sezonu 2020/2021 klasyfikacja generalna została zastąpiona przez klasyfikację Park & Pipe (OPP), łączącą slopestyle, halfpipe oraz big air.
- sezon 2020/2021: 30.
- sezon 2021/2022: 19.

#### Miejsca na podium w zawodach
1. Breckenridge – 10 stycznia 2014 (slopestyle) – 2. miejsce
2. Gstaad – 18 stycznia 2014 (slopestyle) – 2. miejsce
3. Silvaplana – 22 marca 2014 (slopestyle) – 1. miejsce
4. Font-Romeu – 14 stycznia 2017 (slopestyle) – 2. miejsce
5. Pekin – 14 grudnia 2019 (big air) – 3. miejsce
6. Font-Romeu – 11 stycznia 2020 (slopestyle) – 2. miejsce
7. Tignes – 12 marca 2022 (slopestyle) – 3. miejsce